# Szymon Brodziak

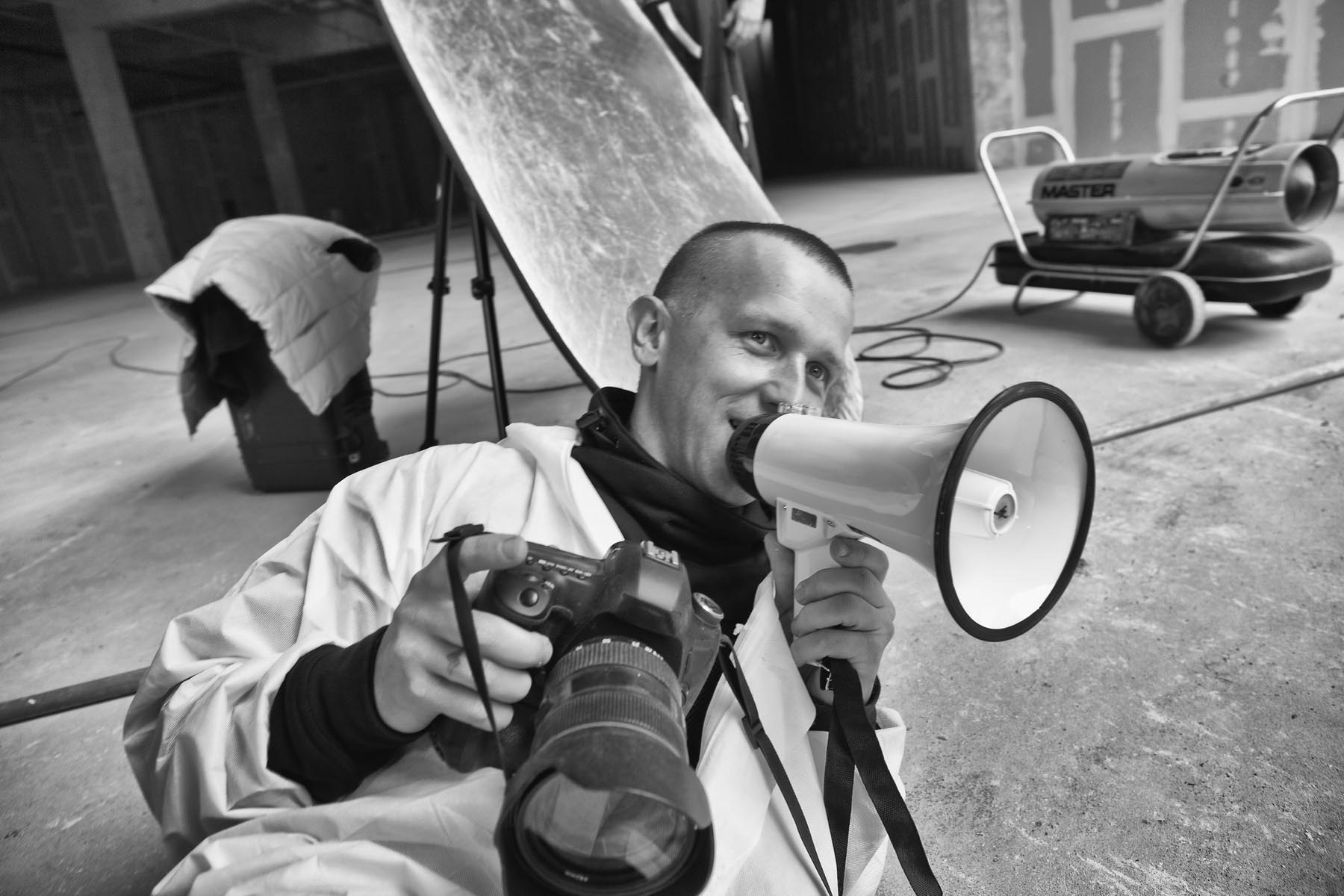
Szymon Brodziak podczas prac na planie zdjęciowym

Szymon Brodziak (ur. 1979 w Poznaniu) – polski fotograf. Wyróżniony jako najlepszy twórca fotografii czarno-białej roku 2019 według serwisu internetowego OneEyeLand.com. Najmłodszy artysta i jedyny Polak, którego prace zostały wystawione w Muzeum Fotografii – Fundacji Helmuta Newtona w Berlinie. Główną osią zainteresowania w twórczości Brodziaka są kobiety. Inspirują go miejsca, w których realizuje swoje monochromatyczne wizje. Brodziak o swoich zdjęciach lubi mówić, że przypominają kadry z filmów, które nigdy nie powstały.
W swoim motto „Jesteś tym, co widzisz.” artysta przyjmuję zdecydowaną pozycję wobec otaczającego go świata, ludzi i piękna w nich tkwiącego. 5 zasad Brodziaka to: konsekwencja, determinacja, autentyczność, skuteczność i pokora. Są one wyznacznikami towarzyszącymi mu zarówno w życiu zawodowym, jak i prywatnym. Filozofia w nich zawarta przekłada się na sukces odnoszony przez artystę. Jednym z istotnych filarów działalności Szymona jest dzielenie się swoim doświadczeniem i wiedzą. Misja Szymona rozpoczyna się w nim samym i rozpościera na świat, który go otacza.

## Życiorys
Z wykształcenia ekonomista. Uzyskał tytuł magistra ekonomii na WSB-NLU w Nowym Sączu.
Pracę w rodzinnej firmie importującej wina zamienił na asystę przy sesjach mody i kampaniach wizerunkowych, które obecnie są głównym polem jego działalności. W 2015 roku Brodziak został pierwszym fotografem z Polski oraz najmłodszym spośród artystów, którego twórczość została zaprezentowana na wystawie w Muzeum Fotografii Helmuta Newtona w Berlinie. 2019 roku uzyskał tytuł najlepszego twórcy fotografii czarno-białej na świecie. 
Od 2013 roku prowadził autorską galerię fotografii Brodziak Gallery w Warszawie, która została przeniesiona do siedziby Poznania w 2019 roku. W Brodziak Gallery, mieszczącej się w Poznaniu przy ulicy Głogowskiej 16, regularnie odbywają się wystawy oraz awangardowe spotkania i jedyne w swoim rodzaju imprezy.

## Twórczość
Twórczość fotograficzna Brodziaka rozpoczęła się już podczas jego studiów ekonomicznych w Nowym Sączu. Współzałożył tam kółko fotograficzne Fotosekta, gdzie eksperymentował z klasyczną fotografią pod kierunkiem Jacka Świderskiego.
Jego pierwsza wystawa indywidualna odbyła się w Galerii Fotografii Terminal w Krakowie w 2002 roku, która nosiła znamienny tytuł Ani trochę – Brodziak zaprezentował tam różne portrety swojej partnerki, największej muzy, a obecnie żony – Ani. Kolejnym, bardziej odważnym projektem autorskim Brodziaka był cykl 10 fotografii pt. Esc – Zniewolone Kobiety Wyzwolone z 2003 roku. Ten prowokacyjny projekt został zaprezentowany w 2004 roku w Krakowie, w Olkuszu, w Poznaniu i w Ostrawie.
W 2011 roku Brodziak otrzymał zaproszenie od June Newton, wdowy po Helmucie Newtonie. Brodziak zaprezentował wówczas swoją twórczość, która wywołała uznanie u June Newton. To wydarzenie było przełomowe w karierze fotografa. W 2014 roku Brodziak wydał swój pierwszy album fotograficzny „Brodziak ONE”, który miał swoją oficjalną premierę w Rzymie. Zawiera on ponad 300 monochromatycznych zdjęć podsumowujących 10 lat zawodowej działalności fotografa. Publikację rozpoczyna osobista dedykacja od June Newton. W 2015 roku Szymon Brodziak, jako pierwszy Polak i najmłodszy artysta w historii wystawił swoje prace w Muzeum Fotografii Fundacji Helmuta Newtona w ramach wystawy Newton, Horvat, Brodziak.
Brodziak otrzymał liczne nagrody międzynarodowe. Podczas Festiwalu Filmowego w Cannes, uznany przez jury Fashion TV Photographers Awards (2013) za najlepszego na świecie fotografa czarno-białych kampanii reklamowych.
W 2019 roku zdobył 1. miejsce w konkursie World’s Top 10 Black&White Photographers, w którym międzynarodowa platforma One Eyeland wyłoniła 10 najlepszych na świecie twórców fotografii czarno-białej. Wyróżniony nagrodą Johnnie Walker Keep Walking Award (2005) za ciągłe urzeczywistnianie swoich marzeń oraz pasję wyznaczania nowych ścieżek w poszukiwaniu piękna.
W Europie otrzymał liczne medale i wyróżnienia w kilku edycjach międzynarodowego konkursu Prix de la Photographie Paris, zarówno za kampanie reklamowe, jak i projekty autorskie, w tym tytuł najlepszego fotografa reklamowego roku 2016.
Brodziak otrzymał liczne nagrody międzynarodowe. Podczas Festiwalu Filmowego w Cannes, uznany przez jury Fashion TV Photographers Awards (2013) za najlepszego na świecie fotografa czarno-białych kampanii reklamowych.
W 2019 roku zdobył 1. miejsce w konkursie World’s Top 10 Black&White Photographers, w którym międzynarodowa platforma One Eyeland wyłoniła 10 najlepszych na świecie twórców fotografii czarno-białej. Wyróżniony nagrodą Johnnie Walker Keep Walking Award (2005) za ciągłe urzeczywistnianie swoich marzeń oraz pasję wyznaczania nowych ścieżek w poszukiwaniu piękna.
W Europie otrzymał liczne medale i wyróżnienia w kilku edycjach międzynarodowego konkursu Prix de la Photographie Paris, zarówno za kampanie reklamowe, jak i projekty autorskie, w tym tytuł najlepszego fotografa reklamowego roku 2016.
W USA zdobył pierwsze miejsce w kategorii Moda w dwóch konkursach: International Photography Awards (2016) oraz Black & White Spider Awards (2016), który nagradza najlepsze zdjęcia monochromatyczne z całego świata. W 2020 roku Brodziak został finalistą konkursu fotograficznego All About Photo, którego motywem przewodnim był Portret. Jego fotografie zdobyły 5 wyróżnień w konkursie One Shot: Movement  organizowanym przez International Photo Awards. Szymon jako jedyny Polak został również zaprezentowany we wiosennym katalogu Saatchi Art 2020.
Najnowsza publikacja Szymona Brodziaka Jesteś tym, co widzisz to przedstawienie dorobku Brodziaka z zupełnie innej perspektywy – przez wnikliwe spojrzenie w proces twórczy artysty. Projekt albumu „Jesteś tym, co widzisz” zdobył Złoty Medal (Book: Cover) oraz dwa Brązowe Medale (Book: Fine Art& Other) w prestiżowym konkursie PX3 Prix de la Photographie Paris 2019. W USA został również wyróżniony tytułem Honorable Mention w konkursie International Photography Awards 2019, w kategorii Book: Fine Art.
Artystyczne credo Brodziaka brzmi: Jesteś tym, co widzisz. Jest to zaproszenie artysty do dialogu z własną twórczością. Misją Brodziaka jest tworzenie czarno-białych światów, opowiadanie historii zapisanych w kadrach fotograficznych. Wzbudzanie emocji i utrwalanie piękna, które dekoruje nasze wnętrza i wzbogaca nas samych.
Brodziak Academy
W 2023 roku Szymon stworzył Brodziak Academy, w ramach której prowadzi autorski kurs online „Mistrz Kreacji”.  Celem Academy i kursu jest wspieranie miłośników fotografii oraz dzielenia się 25-letnim doświadczeniem fotograficznym.
Podczas kursu Brodziak stara się możliwie najpełniej odpowiedzieć na pytania, które sam sobie zadawał jako młody twórca. 
Częścią kursu online „Mistrz Kreacji” jest to, że każdy jego absolwent ma możliwość zgłoszenia swoich fotografii na konkurs TOP10 Mistrzów Kreacji. Finałowe prace są wyłaniane przez jury (w 2023 roku zgłoszone fotografie oceniali Lidia Popiel, Adam Pulwicki i Szymon Brodziak) i prezentowane w profesjonalnej galerii sztuki Brodziak Gallery w Poznaniu. Wystawa trwa dwa tygodnie i jest dostępna dla publiczności oraz kolekcjonerów, którzy mają możliwość nabycia zwycięskich fotografii.

## Wystawy

### Wybrane wystawy indywidualne
- Ani trochę, Galeria Fotografii Terminal, Kraków 2002[20].
- Esc – Zniewolone Kobiety Wyzwolone, Galeria Przesada, Olkusz 2004[21]
- Esc – Zniewolone Kobiety Wyzwolone, Galerie Zero, Berlin, Niemcy, 2004[22]
- Femmine Stories in a Pill, Polonia Palace, Warszawa, 2010[23]
- Hot Spa Story, Hotelarnia, Puszczykowo, 2010[24]
- Martini Cava, Cava, Warszawa, 2011[25]
- Second Life, Concordia Design, Poznań, 2013[26]
- Fashion is Dead, Sopot Art&Fashion Week, Sopot 2013[27]
- Menda feat. Leonora Jimenez, InterContinental Costa Rica, San Jose, 2013[28]
- Brodziak One – Italy, La. Vi., Rzym, 2014[29]
- Brodziak One – Germany, The Artroom, Kolonia, 2014[30]
- Artist Proofs by Szymon Brodziak, Vivid Gallery, Wrocław, 2015[31]
- Brodziak One – Poland, Leica Gallery, Warszawa, 2015[32]
- Brodziak One – Austria, Atelier Jungwirth, Graz 2015[33]
- Brodziak Spaces, Forum Spaces, Kraków, 2016[34]
- Uchwycić piękno, Nadwiślańskie Muzeum, Kazimierz Dolny 2017[35]
- Du bist was du siehst, Leica Gallery, NRW, 2018[36]
- Jesteś tym, co widzisz, Filharmonia Szczecińska, Szczecin, 2018[37]
- Jesteś tym, co widzisz, Państwowa Galeria Sztuki, Sopot 2019[38]
- Jesteś tym, co widzisz, Stary Browar, Poznań 2019[39]
- Jesteś tym, co widzisz, Marina Art Gallery, Gródek nad Dunajcem, 2020-2021[40]
- Jesteś tym, co widzisz, Klinika Uszyńscy, Warszawa, 2022[41]
- Między światłem i cieniem, FIlharmonia im. Mieczysława Karłowicza, Szczecin, 2024

### Wybrane wystawy zbiorowe
- Prix de la Photographie Paris, L’Espace Dupon, Paris, France, 2010[42]
- Xto Image Awards, Robert Bergmann Gallery, Santa Monica, USA, 2011
- Prix de la Photographie Paris, L’Espace Dupon, Paris, France, 2011
- Prix de la Photographie Paris, L’Espace Dupon, Paris, France, 2012[43]
- Look on Fashion, Imaginarium Gallery, Łódź, 2012[44]
- Festival International dl al Photographie de Mode, Palm Beach Casino, Cannes, France, 2013[45]
- Motion to Light, Snap!, Orlando, USA, 2013[46]
- 2sq meters of Fashion, Lookout Gallery, Warszawa, 2014[47]
- Vintage Nouveau, Snap!, Orlando, USA, 2014[48]
- Couture Culture, Snap!, Orlando, USA, 2015[49]
- NEWTON.HORVAT.BRODZIAK, Helmut Newton Foundation, Museum of Photography, Berlin, 2015[50]
- Cracow Fashion Week, Plac Szczepański, Kraków, 2016[51]
- Le Salon, Snap!, Orlando, USA, 2016[52]
- From FF Gallery Collection and not Only, FF Gallery, Łódź, 2016
- Prix de la Photographie Paris, Espace Beaurepaire, Paris, 2016

## Nagrody i wyróżnienia

### Rok 2002

#### Magazyn Pani, Konkurs Fotograficzny „Kobieta w Obiektywie”
- Pierwsze miejsce

### Rok 2005

#### Johnnie Walker Keep Walking Award
- Za ciągłe urzeczywistnianie swoich marzeń oraz pasję wyznaczania nowych ścieżek w poszukiwaniu piękna.

### Rok 2010

#### Prix de la Photographie Paris
- Złoty medal w kategorii Reklama, za kampanię Noti Girls.
- Złoty medal w kategorii Piękno, za kampanię Good Time Day Spa.
- Złoty medal w kategorii Akt, za kampanię Amberline Windows.
- Złoty medal w kategorii Kalendarz, za kalendarz Media Markt(2009).
- Srebrny medal w kategorii Kalendarz, za Platynowy Kalendarz (Orlen Oil).
- Brązowy medal za „Kajdaniki”, kampanię reklamową dla Instal Projekt.
- Wyróżnienie w kategorii Reklama, za kampanię „IP Heaters” dla Instal Projekt.
- Wyróżnienie w kategorii Reportaż, za serię zdjęć „Uprowadzona”.
- Wyróżnienie w kategorii Akt, za „Polowanie”, sesję dla magazynu Playboy.

#### International Photography Awards
- Wyróżnienie w kategorii Piękno, za „Spa Story”.
- Wyróżnienie w kategorii kalendarz, za „2010 Platnum Calendar”, kalendarz Orlen Oil.
- Wyróżnienie w kategorii moda, za kampanię dla Tifii.

### Rok 2011

#### Prix de la Photographie Paris
- Srebrny medal w kategorii Kalendarz, za kalendarz Media Markt (edycja portugalska).
- Srebrny medal w kategorii Akt, za kalendarz Media Markt (edycja portugalska).
- Srebrny medal w kategorii Produkt, za kampanię reklamową dla Charade Jewels.
- Srebrny medal w kategorii Moda, za kampanie reklamową Bizuu Wiosna 2011.

#### London International Creative Competition
- Wyróżnienie w kategorii Fotografia, za kampanię reklamową dla Charade Jewels

### Rok 2012

#### Prix de la Photographie Paris
- Złoty medal w kategorii Kalendarz, za kalendarz Ferroli.
- Złoty medal w kategorii Moda, za kampanię Bizuu jesień zima 2011.
- Srebrny medal w kategorii Produkt, za kampanię reklamową Martini Cava.
- Srebrny medal w kategorii Moda, za kampanię reklamową Bizuu jesień, zima 2011.
- Brązowy medal w kategorii Moda, za kampanię reklamową Bizuu Bowling Club.
- Brązowy medal w kategorii Moda, za Prophecy XII dla Idoll Mag, New York.
- Brązowy medal w kategorii Książka, za album Naughty Girls.
- Wyróżnienie w kategorii Album, za zdjęcie „Ana”, okładkę „Brodziak One”.
- Wyróżnienie w kategorii Prasa, za sesję Leo vol.1.
- Wyróżnienie w kategorii Akt, za zdjęcie bez tytułu.

### Rok 2013

#### FashionTV
- Najlepszy fotograf czarno-białych kampanii na świecie.

#### London International Creative Competition
- Wyróżnienie w kategorii Fotografia, za kalendarz Leonory Jimenez na rok 2013.

### Rok 2016

#### Prix de la Photographie Paris
- Tytuł Najlepszego Fotografa Reklamowego Roku.
- Złoty medal w kategorii Reklama, za kampanię reklamową „Rolls-Royce Wraith”.
- Złoty medal w kategorii Moda, za kampanię reklamową „Wolna jak ptak, kobieca jak Bizuu”.
- Srebrny medal w kategorii Prasa, za sesje dla marki Bizuu pt. „Wolna jak ptak, kobieca jak Bizuu”.
- Brązowy medal w kategorii Kalendarz, za kalendarz Rossmann.
- Brązowy medal w kategorii Inne, za publikację InPosnania.

#### Black & White Spider Awards, USA
- Pierwsze miejsce w kategorii Moda, za zdjęcie „Crash Test”.
- Drugie miejsce w kategorii Reklama, za kampanię reklamową Marmorin.
- Trzecie miejsce w kategorii Fotograf Roku.
- International Photography Awards:
- Pierwsze miejsce w kategorii Moda, za kampanię „Free as a bird, femine as Bizuu”.

### Rok 2019

#### Prix de la Photographie Paris
- Złoty Medal oraz dwa brązowe medale za projekt albumu.

##### World’s Top 10 / One Eyeland
- Pierwsze miejsce w kategorii: najlepszy twórca fotografii czarno-białej.

### Rok 2020

#### All About Photo
- Particular Merit Mention w kategorii Portret.

##### One Shot: Movement/ International Photography Awards, USA
- 6 Honorable Mentions

#### Prix de la Photographie Paris[53]
- Bronze Winner w kategorii Advertising/Music.
- Bronze Winner w kategorii Advertising/Automotive.
- 4 Honorable Mentions

##### MonoVisions Awards[54]
- 1st Place Winner w kategorii: Portret roku
- 5 Honorable Mentions

New York Photography Awards
- 4 x Srebrny Medal (Silver Award)

Tokyo International Foto Awards
- Srebrny Medal (Silver Award) w kategorii: Fine Art
- 3 Honorable Mentions

Rok 2022

#### MUSE Photography Awards[57]
- 2 x Platinium Winner w kategorii B&W Photography - Fine Art
- 3 x Gold Winner w kategorii B&W Photography - Fine Art
- Honorable Mention w kategorii: B&W Photography - Portrait

##### European Photography Awards[58]
- Platinium Winner w kategorii B&W Photography - Fine Art
- 3 x Gold Winner w kategoriach; B&W Photography - Fine Art, Nude
- 5 x Honorable Mentions

Rok 2023
MonoVisions Awards
- 11 wyróżnień

Rok 2024
London Photography Awards
- Platinum Winner w kategorii: Black & White Photography - Adventure
- Gold Winner w kategorii: Black & White Photography - Others
- Gold Winner w kategorii: Fine Art Photography – Silhouettes
- Gold Winner w kategorii: Fine Art Photography - Fashion
- 15 wyróżnień

MonoVisions Awards
- 3rd Place Winner w kategorii: Nude
- 4 wyróżnienia

ReFocus Awards
- Drugie miejsce w kategorii: Conceptual
- Gold Winner w kategorii: Abstract
- Gold Winner w kategorii: Fashion & Beauty
- Gold Winner w kategorii: Conceptual
- Silver Winner w kategorii: Fine Art
- Silver Winner w kategorii: Conceptual
- Silver Winner w kategorii: Fashion & Beauty
- Bronze Winner w kategorii: Fine Art
- Bronze Winner w kategorii: Fashion & Beauty
- 3 wyróżnienia  w kategorii: Fashion & Beauty

Rok 2024
London Photography Awards
- Platinum Winner w kategorii: Black & White Photography - Adventure
- Gold Winner w kategorii: Black & White Photography - Others
- Gold Winner w kategorii: Fine Art Photography – Silhouettes
- Gold Winner w kategorii: Fine Art Photography - Fashion
- 15 wyróżnień

MonoVisions Awards
- 3rd Place Winner w kategorii: Nude
- 4 wyróżnienia